# Samsung Galaxy 3
O Samsung Galaxy 3, também conhecido como Samsung Galaxy Apollo, Samsung Galaxy Mini na Itália, ou Samsung Galaxy 580 em Hong Kong, é um smartphone fabricado pela Samsung que utiliza o sistema operativo Android de código aberto. Anunciado e lançado pela Samsung em julho de 2010, o Galaxy 3 sucede ao Samsung Galaxy Spica.

## Caraterísticas
O Galaxy 3 é um smartphone 3,5G, com GSM quad-band e anunciado com HSDPA de duas bandas (900/2100) a 3,6 Mbit/s. O telefone possui um ecrã tátil capacitivo TFT LCD de 3,2 polegadas, com uma câmara de focagem automática de 3,2 megapixéis. Chip de rádio FM RDS. Alimentado por um processador Samsung de 667 MHz com 256 MB de RAM e uma resolução de ecrã de 240 x 400 com 16 milhões de cores, o telemóvel funciona com Android 2.1 Eclair e TouchWiz 3.0. Conhecido pelas suas capacidades de integração de redes sociais e funcionalidades multimédia, o Galaxy 3 está também pré-carregado com Google Mobile Apps e Layar para fornecer funcionalidades de realidade aumentada.